# Steaua Morții

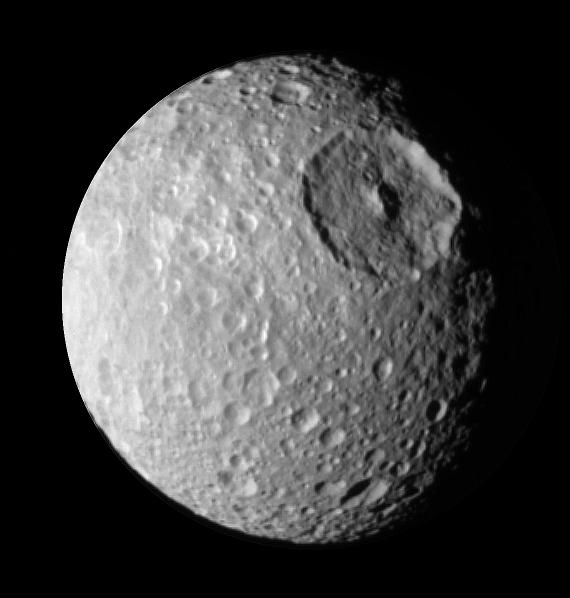
Mimas - satelit natural al planetei Saturn. După ce a fost fotografiat în 2 august 2005 de sonda Cassini, a fost asociat cu aspectul exterior al Stelei Morții

Steaua Morții este o stație spațială și superarmă fictivă care apare în seria filmelor Războiul stelelor. Prima stea a morții apare în Star Wars Episode IV: A New Hope, iar a doua, în Star Wars Episode VI: Return of the Jedi. Avea puterea de a distruge o planetă dintr-o singură lovitură.

## Legături externe
- Death Star pe Enciclopedia Oficială StarWars.com
- Death Star II pe Enciclopedia Oficială StarWars.com
- Steaua Morții la Wookieepedia: un wiki Războiul stelelor